# Israel Smith
Israel Smith (* 4. April 1759 in Suffield, Hartford County, Colony of Connecticut; † 2. Dezember 1810 in Rutland, Vermont) war ein US-amerikanischer Politiker, Jurist, Senator, Kongressabgeordneter und Gouverneur des US-Bundesstaates Vermont.

## Jurist und Lokalpolitiker
Wie viele später führenden Politiker an der Schwelle vom 18. zum 19. Jahrhundert stammte Israel Smith aus dem Nachbarstaat Connecticut, wo er seine Kindheit verbrachte. Er studierte an der späteren Yale University und machte dort 1781 seinen juristischen Abschluss. Daraufhin entschloss er sich, als Anwalt zu praktizieren und zog nach Vermont. Zunächst ließ er sich in Rupert nieder, wo er eine Kanzlei eröffnete und erste Schritte in der regionalen Politik unternahm. Um 1790 zog er nach Rutland.
Zu diesem Zeitpunkt hatte er bereits 1785 ein Jahr als Deputierter im Repräsentantenhaus von Vermont gesessen. Von 1788 bis 1791 diente er erneut als Interessenvertreter seiner Wähler in diesem Gremium. Während dieser Zeitspanne gehörte er zu den aktivsten Politikern, welche die strittigen Grenzfragen mit New York zu lösen versuchten und die Vorbereitungen zur Verabschiedung einer lokalen Verfassung trafen. Außerdem fungierte Smith als Delegierter der verfassunggebenden Versammlung Vermonts.

## Kongressabgeordneter und Senator Vermonts
Als 1791 auch Vermont als Bundesstaat in die Union aufgenommen wurde, kandidierte Israel Smith in dessen westlichem Distrikt für einen Sitz im US-Repräsentantenhaus. In einem erbitterten Wahlkampf zwischen ihm und den beiden anderen führenden politischen Köpfen Vermonts, Matthew Lyon und Isaac Tichenor, bekam Smith im ersten Wahlgang 35 Prozent der Stimmen und lag damit an zweiter Stelle. Doch bei der Stichwahl zwischen Lyon und ihm selbst entfielen die meisten Stimmen (68,4 %) auf sein Los.
Israel Smith vertrat die Interessen seines Heimatstaates im Repräsentantenhaus der Union von 1791 bis 1796. In den Jahren 1792 und 1794 forderte ihn Lyon bei der Wahl erneut heraus, um schließlich im vierten Anlauf den Sitz einzunehmen. Ungefähr zu diesem Zeitpunkt wurde Smith ein Mitglied der Democratisch-Republikanischen Partei.
Nach seinem politischen Abschied von der Bundesebene wandte sich Smith wieder Vermont direkt zu, wo er ab 1797 erneut im Repräsentantenhaus des Staates Platz nahm. Ende 1797 ernannte man ihn zum vorsitzenden Richter des Vermont Supreme Court. Dieses Amt gab er jedoch schon im folgenden Jahr ab. 1800 wählte man ihn erneut in den Kongress, wo er bis 1802 seine letzte Amtsperiode absolvierte.
In dieser Phase machte er eine Äußerung über Richter, die bis heute im Justizleben der USA zitiert wird: "nothing gives [a judge] greater pleasure than to have it in his power to correct an error, which he may discover in a former opinion."
Doch bereits im Anschluss verzichtete er auf die Wiederwahlmöglichkeit, da ihn die Bürger in den US-Senat wählten. Dieses Amt hatte er bis 1807 inne.

## Gouverneur
Dann kam es zur letzten erfolgreichen Auseinandersetzung mit seinem alten Rivalen Isaac Tichenor, der über eine Dekade Vermont als Gouverneur vorgestanden hatte. Um gegen ihn antreten zu können, legte Smith sein Senatsmandat nieder und besiegte Tichenor in der anschließenden Wahl. Doch nach nur einem Jahr gelang es Tichenor bei der vorgezogenen Neuwahl, sich sein Amt zurückzuholen.
Daraufhin zog sich Isaac Smith aus der Politik in seinen Heimatort Rutland zurück. Kurz danach verschlechterte sich sein Gesundheitszustand allmählich. Im Alter von 51 Jahren verstarb Smith in Rutland, wo er auch seine letzte Ruhestätte fand. Damit verlor Vermont einen der vielseitigsten Politiker seiner Generation vorzeitig, dem es als einzigem gelungen war, alle politischen Ämter in ihren Spitzenpositionen zu bekleiden. Die meisten seiner politischen Widersacher überlebten ihn um mehrere Jahrzehnte.